# FIA-Formel-3-Rennwochenende in Großbritannien 2024
Das FIA-Formel-3-Rennwochenende in Großbritannien 2024 war der siebte Lauf der FIA-Formel-3-Meisterschaft 2024 und fand vom 5. bis 7. Juli auf dem Silverstone Circuit in Silverstone statt.

## Meldeliste
Alle Teams und Fahrer verwendeten das Dallara-Chassis F3 2019, 3,4-Liter-V6-Saugmotoren von Mecachrome und Reifen von Pirelli.
| Team                  | Nr. | Fahrer                   | Chassis         | Motor             | Reifen |
| --------------------- | --- | ------------------------ | --------------- | ----------------- | ------ |
| Prema Racing          | 01  | Dino Beganovic           | Dallara F3 2019 | Mecachrome 3.4 V6 | P      |
| Prema Racing          | 02  | Gabriele Minì            | Dallara F3 2019 | Mecachrome 3.4 V6 | P      |
| Prema Racing          | 03  | Arvid Lindblad           | Dallara F3 2019 | Mecachrome 3.4 V6 | P      |
| Trident               | 04  | Leonardo Fornaroli       | Dallara F3 2019 | Mecachrome 3.4 V6 | P      |
| Trident               | 05  | Sami Meguetounif         | Dallara F3 2019 | Mecachrome 3.4 V6 | P      |
| Trident               | 06  | Santiago Ramos           | Dallara F3 2019 | Mecachrome 3.4 V6 | P      |
| MP Motorsport         | 07  | Tim Tramnitz             | Dallara F3 2019 | Mecachrome 3.4 V6 | P      |
| MP Motorsport         | 08  | Kacper Sztuka            | Dallara F3 2019 | Mecachrome 3.4 V6 | P      |
| MP Motorsport         | 09  | Alex Dunne               | Dallara F3 2019 | Mecachrome 3.4 V6 | P      |
| Campos Racing         | 10  | Oliver Goethe            | Dallara F3 2019 | Mecachrome 3.4 V6 | P      |
| Campos Racing         | 11  | Sebastián Montoya        | Dallara F3 2019 | Mecachrome 3.4 V6 | P      |
| Campos Racing         | 12  | Mari Boya                | Dallara F3 2019 | Mecachrome 3.4 V6 | P      |
| Hitech Pulse-Eight    | 14  | Luke Browning            | Dallara F3 2019 | Mecachrome 3.4 V6 | P      |
| Hitech Pulse-Eight    | 15  | James Wharton            | Dallara F3 2019 | Mecachrome 3.4 V6 | P      |
| Hitech Pulse-Eight    | 16  | Cian Shields             | Dallara F3 2019 | Mecachrome 3.4 V6 | P      |
| Jenzer Motorsport     | 17  | Charlie Wurz             | Dallara F3 2019 | Mecachrome 3.4 V6 | P      |
| Jenzer Motorsport     | 18  | Max Esterson             | Dallara F3 2019 | Mecachrome 3.4 V6 | P      |
| Jenzer Motorsport     | 19  | Matías Zagazeta          | Dallara F3 2019 | Mecachrome 3.4 V6 | P      |
| Van Amersfoort Racing | 20  | Noel León                | Dallara F3 2019 | Mecachrome 3.4 V6 | P      |
| Van Amersfoort Racing | 21  | Sophia Flörsch           | Dallara F3 2019 | Mecachrome 3.4 V6 | P      |
| Van Amersfoort Racing | 22  | Tommy Smith              | Dallara F3 2019 | Mecachrome 3.4 V6 | P      |
| ART Grand Prix        | 23  | Christian Mansell        | Dallara F3 2019 | Mecachrome 3.4 V6 | P      |
| ART Grand Prix        | 24  | Laurens van Hoepen       | Dallara F3 2019 | Mecachrome 3.4 V6 | P      |
| ART Grand Prix        | 25  | Nikola Zolow             | Dallara F3 2019 | Mecachrome 3.4 V6 | P      |
| AIX Racing            | 26  | Tasanapol Inthraphuvasak | Dallara F3 2019 | Mecachrome 3.4 V6 | P      |
| AIX Racing            | 27  | Nikita Bedrin            | Dallara F3 2019 | Mecachrome 3.4 V6 | P      |
| AIX Racing            | 28  | Joshua Dufek             | Dallara F3 2019 | Mecachrome 3.4 V6 | P      |
| Rodin Motorsport      | 29  | Callum Voisin            | Dallara F3 2019 | Mecachrome 3.4 V6 | P      |
| Rodin Motorsport      | 30  | Piotr Wiśnicki           | Dallara F3 2019 | Mecachrome 3.4 V6 | P      |
| Rodin Motorsport      | 31  | Joseph Loake             | Dallara F3 2019 | Mecachrome 3.4 V6 | P      |

## Klassifikationen

### Qualifying
| Pos.                                                                                     | Fahrer                   | Team                  | Zeit     | SPR | HAU |
| ---------------------------------------------------------------------------------------- | ------------------------ | --------------------- | -------- | --- | --- |
| 01                                                                                       | Luke Browning            | Hitech Pulse-Eight    | 1:44,992 | 10  | 01  |
| 02                                                                                       | Max Esterson             | Jenzer Motorsport     | 1:45,037 | 14  | 02  |
| 03                                                                                       | Sami Meguetounif         | Trident               | 1:45,084 | 13  | 03  |
| 04                                                                                       | Leonardo Fornaroli       | Trident               | 1:45,265 | 09  | 04  |
| 05                                                                                       | Laurens van Hoepen       | ART Grand Prix        | 1:45,286 | 07  | 05  |
| 06                                                                                       | Charlie Wurz             | Jenzer Motorsport     | 1:45,312 | 06  | 11  |
| 07                                                                                       | Christian Mansell        | ART Grand Prix        | 1:45,374 | 05  | 06  |
| 08                                                                                       | Nikola Zolow             | ART Grand Prix        | 1:45,394 | 08  | 07  |
| 09                                                                                       | Callum Voisin            | Rodin Carlin          | 1:45,397 | 04  | 08  |
| 10                                                                                       | Matías Zagazeta          | Jenzer Motorsport     | 1:45,405 | 03  | 09  |
| 11                                                                                       | Arvid Lindblad           | Prema Racing          | 1:45,426 | 02  | 10  |
| 12                                                                                       | Noel León                | Van Amersfoort Racing | 1:45,475 | 01  | 12  |
| 13                                                                                       | Alex Dunne               | MP Motorsport         | 1:45,545 | 11  | 13  |
| 14                                                                                       | Gabriele Minì            | Prema Racing          | 1:45,562 | 12  | 14  |
| 15                                                                                       | Oliver Goethe            | Campos Racing         | 1:45,628 | 15  | 20  |
| 16                                                                                       | Joseph Loake             | Rodin Carlin          | 1:45,779 | 16  | 15  |
| 17                                                                                       | Sebastián Montoya        | Campos Racing         | 1:45,784 | 17  | 16  |
| 18                                                                                       | Santiago Ramos           | Trident               | 1:45,809 | 18  | 17  |
| 19                                                                                       | Dino Beganovic           | Prema Racing          | 1:45,818 | 19  | 18  |
| 20                                                                                       | Kacper Sztuka            | MP Motorsport         | 1:46,032 | 20  | 19  |
| 21                                                                                       | Tim Tramnitz             | MP Motorsport         | 1:46,184 | 21  | 21  |
| 22                                                                                       | Mari Boya                | Campos Racing         | 1:46,429 | 25  | 22  |
| 23                                                                                       | Cian Shields             | Hitech Pulse-Eight    | 1:46,477 | 22  | 23  |
| 24                                                                                       | Nikita Bedrin            | AIX Racing            | 1:46,495 | 23  | 24  |
| 25                                                                                       | Sophia Flörsch           | Van Amersfoort Racing | 1:46,584 | 24  | 25  |
| 26                                                                                       | Tommy Smith              | Van Amersfoort Racing | 1:46,619 | 26  | 26  |
| 27                                                                                       | James Wharton            | AIX Racing            | 1:46,773 | 27  | 27  |
| 28                                                                                       | Tasanapol Inthraphuvasak | AIX Racing            | 1:46,864 | 28  | 28  |
| 29                                                                                       | Joshua Dufek             | AIX Racing            | 1:46,973 | 29  | 29  |
| 30                                                                                       | Piotr Wiśnicki           | Rodin Carlin          | 1:47,870 | 30  | 30  |
| 107-Prozent-Zeit: 1:52,341 min (bezogen auf die Pole-Position-Bestzeit von 1:44,992 min) |                          |                       |          |     |     |
| Quelle:                                                                                  |                          |                       |          |     |     |

Anmerkungen
1. ↑  Max Esterson erhielt eine Drei-Plätze-Strafrückversetzung für das Sprintrennen da er Dino Beganovic im Qualifying behinderte.
2. ↑  Sami Meguetounif erhielt eine Drei-Plätze-Strafrückversetzung für das Sprintrennen da er Sophia Flörsch im Qualifying behinderte.
3. ↑  Charlie Wurz erhielt eine Fünf-Plätze-Strafrückversetzung für das Hauptrennen aufgrund des verursachten Unfalles im Sprintrennen mit Alex Dunne.
4. ↑  Nikola Zolow erhielt eine Drei-Plätze-Strafrückversetzung für das Sprintrennen da er Piotr Wisnicki im Qualifying behinderte.
5. ↑  Oliver Goethe erhielt eine Fünf-Plätze-Strafrückversetzung für das Hauptrennen aufgrund des verursachten Unfalles im Sprintrennen mit Max Esterson.
6. ↑  Mari Boya erhielt eine Drei-Plätze-Strafrückversetzung für das Sprintrennen da er Sophia Flörsch im Qualifying behinderte.

### Sprintrennen
| Pos.                                                                           | Fahrer                   | Team                  | Runden | Zeit       | Start | Schnellste Runde |
| ------------------------------------------------------------------------------ | ------------------------ | --------------------- | ------ | ---------- | ----- | ---------------- |
| 01                                                                             | Arvid Lindblad           | Prema Racing          | 18     | 36:32,184  | 02    | 1:47,304 (08.)   |
| 02                                                                             | Noel León                | Van Amersfoort Racing | 18     | + 6,560    | 01    | 1:47,709 (02.)   |
| 03                                                                             | Matías Zagazeta          | Jenzer Motorsport     | 18     | + 8,447    | 03    | 1:47,944 (08.)   |
| 04                                                                             | Callum Voisin            | Rodin Carlin          | 18     | + 9,409    | 04    | 1:47,913 (02.)   |
| 05                                                                             | Nikola Zolow             | ART Grand Prix        | 18     | + 11,332   | 08    | 1:48,761 (09.)   |
| 06                                                                             | Gabriele Minì            | Prema Racing          | 18     | + 11,453   | 12    | 1:48,781 (09.)   |
| 07                                                                             | Sebastián Montoya        | Campos Racing         | 18     | + 11,715   | 17    | 1:48,952 (08.)   |
| 08                                                                             | Sami Meguetounif         | Trident               | 18     | + 11,946   | 13    | 1:48,986 (09.)   |
| 09                                                                             | Laurens van Hoepen       | ART Grand Prix        | 18     | + 12,139   | 07    | 1:49,218 (09.)   |
| 10                                                                             | Leonardo Fornaroli       | Trident               | 18     | + 12,646   | 09    | 1:48,997 (02.)   |
| 11                                                                             | Dino Beganovic           | Prema Racing          | 18     | + 17,511   | 19    | 1:48,764 (09.)   |
| 12                                                                             | Christian Mansell        | ART Grand Prix        | 18     | + 20,885   | 05    | 1:47,863 (02.)   |
| 13                                                                             | Nikita Bedrin            | AIX Racing            | 18     | + 21,697   | 23    | 1:48,700 (09.)   |
| 14                                                                             | Piotr Wiśnicki           | Rodin Carlin          | 18     | + 22,048   | 30    | 1:49,960 (10.)   |
| 15                                                                             | Joseph Loake             | Rodin Carlin          | 18     | + 22,743   | 16    | 1:49,548 (02.)   |
| 16                                                                             | Mari Boya                | Campos Racing         | 18     | + 23,205   | 25    | 1:47,442 (09.)   |
| 17                                                                             | Cian Shields             | Hitech Pulse-Eight    | 18     | + 23,727   | 22    | 1:49,842 (09.)   |
| 18                                                                             | James Wharton            | AIX Racing            | 18     | + 30,851   | 27    | 1:49,314 (09.)   |
| 19                                                                             | Santiago Ramos           | Trident               | 18     | + 35,240   | 18    | 1:48,750 (09.)   |
| 20                                                                             | Tasanapol Inthraphuvasak | AIX Racing            | 18     | + 36,010   | 28    | 1:50,287 (09.)   |
| 21                                                                             | Tommy Smith              | Van Amersfoort Racing | 18     | + 49,151   | 26    | 1:48,825 (08.)   |
| 22                                                                             | Alex Dunne               | MP Motorsport         | 18     | + 1:14,050 | 11    | 1:48,467 (02.)   |
| 23                                                                             | Joshua Dufek             | AIX Racing            | 17     | + 1 Runde  | 29    | 1:48,829 (08.)   |
| 24                                                                             | Luke Browning            | Hitech Pulse-Eight    | 17     | + 1 Runde  | 10    | 1:47,784 (13.)   |
| 25                                                                             | Tim Tramnitz             | MP Motorsport         | 17     | + 1 Runde  | 21    | 1:48,357 (14.)   |
| –                                                                              | Charlie Wurz             | Jenzer Motorsport     | 11     | DNF        | 06    | 1:48,589 (02.)   |
| –                                                                              | Kacper Sztuka            | MP Motorsport         | 06     | DNF        | 20    | 1:49,449 (02.)   |
| –                                                                              | Max Esterson             | Jenzer Motorsport     | 03     | DNF        | 14    | 1:49,333 (02.)   |
| –                                                                              | Oliver Goethe            | Campos Racing         | 03     | DNF        | 15    | 1:49,916 (02.)   |
| –                                                                              | Sophia Flörsch           | Van Amersfoort Racing | 02     | DNF        | 24    | keine Zeit       |
| Schnellste Rennrunde, die für Punkte berechtigt ist: Arvid Lindblad (1:47,308) |                          |                       |        |            |       |                  |
| Quelle:                                                                        |                          |                       |        |            |       |                  |

Anmerkungen
1. ↑  Christian Mansell erhielt zwei Fünf-Sekunden-Strafen (mehrmaliges Abkürzen), die auf die Endzeit aufaddiert wurde; er verlor sieben Positionen im Endresultat.
2. ↑  James Wharton erhielt eine Zehn-Sekunden-Strafe (Verursachung eines Unfalles), die auf die Endzeit aufaddiert wurde; er verlor sechs Positionen im Endresultat.
3. ↑  Tommy Smith erhielt eine Fünf-Sekunden-Strafe (abkürzen) und eine Zehn-Sekunden-Strafe (Verursachung eines Unfalles), die auf die Endzeit aufaddiert wurde; er verlor zwei Positionen im Endresultat.
4. ↑  Tim Tramnitz erhielt eine Zehn-Sekunden-Strafe (Verursachung eines Unfalles), die auf die Endzeit aufaddiert wurde; er verlor zwei Positionen im Endresultat.

### Hauptrennen
| Pos.                                                                          | Fahrer                   | Team                  | Runden | Zeit       | Start | Schnellste Runde |
| ----------------------------------------------------------------------------- | ------------------------ | --------------------- | ------ | ---------- | ----- | ---------------- |
| 01                                                                            | Arvid Lindblad           | Prema Racing          | 20     | 47:12,061  | 10    | 1:47,384 (18.)   |
| 02                                                                            | Gabriele Minì            | Prema Racing          | 20     | + 0,874    | 14    | 1:47,369 (18.)   |
| 03                                                                            | Callum Voisin            | Rodin Carlin          | 20     | + 9,213    | 08    | 1:47,874 (19.)   |
| 04                                                                            | Tommy Smith              | Van Amersfoort Racing | 20     | + 19,567   | 21    | 1:49,305 (19.)   |
| 05                                                                            | Piotr Wiśnicki           | Rodin Carlin          | 20     | + 42,258   | 30    | 1:54,165 (19.)   |
| 06                                                                            | Oliver Goethe            | Campos Racing         | 20     | + 46,081   | 20    | 1:50,479 (16.)   |
| 07                                                                            | Leonardo Fornaroli       | Trident               | 20     | + 1:00,404 | 04    | 1:59,191 (03.)   |
| 08                                                                            | Luke Browning            | Hitech Pulse-Eight    | 20     | + 1:03,259 | 01    | 1:58,701 (03.)   |
| 09                                                                            | Nikita Bedrin            | AIX Racing            | 20     | + 1:05,449 | 24    | 1:49,858 (18.)   |
| 10                                                                            | Noel León                | Van Amersfoort Racing | 20     | + 1:08,179 | 12    | 2:00,563 (14.)   |
| 11                                                                            | Laurens van Hoepen       | ART Grand Prix        | 20     | + 1:13,024 | 05    | 2:02,309 (16.)   |
| 12                                                                            | Sami Meguetounif         | Trident               | 20     | + 1:13,436 | 03    | 2:00,170 (03.)   |
| 13                                                                            | Christian Mansell        | ART Grand Prix        | 20     | + 1:13,644 | 06    | 2:01,613 (13.)   |
| 14                                                                            | Tim Tramnitz             | MP Motorsport         | 20     | + 1:16,560 | 21    | 1:55,755 (03.)   |
| 15                                                                            | Nikola Zolow             | ART Grand Prix        | 20     | + 1:16,840 | 07    | 2:02,171 (20.)   |
| 16                                                                            | Santiago Ramos           | Trident               | 20     | + 1:20,201 | 17    | 2:02,448 (13.)   |
| 17                                                                            | Kacper Sztuka            | MP Motorsport         | 20     | + 1:21,468 | 19    | 2:02,992 (16.)   |
| 18                                                                            | Max Esterson             | Jenzer Motorsport     | 20     | + 1:23,637 | 02    | 1:59,828 (03.)   |
| 19                                                                            | Dino Beganovic           | Prema Racing          | 20     | + 1:26,013 | 18    | 1:56,536 (03.)   |
| 20                                                                            | Tasanapol Inthraphuvasak | AIX Racing            | 20     | + 1:26,750 | 28    | 1:54,370 (03.)   |
| 21                                                                            | James Wharton            | AIX Racing            | 20     | + 1:29,767 | 27    | 2:02,662 (13.)   |
| 22                                                                            | Matías Zagazeta          | Jenzer Motorsport     | 20     | + 1:33,964 | 09    | 2:04,033 (14.)   |
| 23                                                                            | Mari Boya                | Campos Racing         | 20     | + 1:36,218 | 22    | 1:54,031 (03.)   |
| 24                                                                            | Joseph Loake             | Rodin Carlin          | 19     | + 1 Runde  | 15    | 2:02,480 (14.)   |
| –                                                                             | Charlie Wurz             | Jenzer Motorsport     | 15     | DNF        | 11    | 1:55,959 (03.)   |
| –                                                                             | Joshua Dufek             | AIX Racing            | 08     | DNF        | 29    | 2:05,394 (03.)   |
| –                                                                             | Sebastián Montoya        | Campos Racing         | 07     | DNF        | 16    | 2:01,849 (03.)   |
| –                                                                             | Alex Dunne               | MP Motorsport         | 07     | DNF        | 13    | 3:00,824 (07.)   |
| –                                                                             | Sophia Flörsch           | Van Amersfoort Racing | 03     | DNF        | 25    | 1:57,377 (03.)   |
| –                                                                             | Cian Shields             | Hitech Pulse-Eight    | 0      | DNF        | 23    | keine Zeit       |
| Schnellste Rennrunde, die für Punkte berechtigt ist: Gabriele Minì (1:47,369) |                          |                       |        |            |       |                  |
| Quelle:                                                                       |                          |                       |        |            |       |                  |

Anmerkungen
1. ↑  Callum Voisin erhielt eine Zehn-Sekunden-Strafe (abkürzen), die auf die Endzeit aufaddiert wurde; er verlor drei Positionen im Endresultat.
2. ↑  Dino Beganovic erhielt eine Fünf-Sekunden-Strafe (abkürzen), die auf die Endzeit aufaddiert wurde; er verlor zwei Positionen im Endresultat.
3. ↑  Mari Boya erhielt eine Zehn-Sekunden-Strafe (abkürzen), die auf die Endzeit aufaddiert wurde; er verlor drei Positionen im Endresultat.

## Meisterschafts-Stände nach dem Rennwochenende
Beim Hauptrennen (HAU) bekamen die ersten Zehn des Rennens 25, 18, 15, 12, 10, 8, 6, 4, 2 bzw. 1 Punkt(e). Beim Sprintrennen (SPR) erhielten die ersten Zehn des Rennens 10, 9, 8, 7, 6, 5, 4, 3, 2 bzw. 1 Punkt(e). Die zusätzlichen zwei Punkte für die Pole-Position im Hauptrennen gingen an Luke Browning, der Extrapunkt für die schnellste Rennrunde wurde an Arvid Lindblad (HAU sowie SPR) vergeben.

### Fahrerwertung
| Pos. | Fahrer               | Team                  | Punkte |
| ---- | -------------------- | --------------------- | ------ |
| 01   | Gabriele Minì        | Prema Racing          | 119    |
| 02   | Arvid Lindblad       | Prema Racing          | 113    |
| 03   | Luke Browning        | Hitech Pulse-Eight    | 112    |
| 04   | Leonardo Fornaroli   | Trident               | 93     |
| 05   | Oliver Goethe        | Campos Racing         | 85     |
| 06   | Dino Beganovic       | Prema Racing          | 80     |
| 07   | Christian Mansell    | ART Grand Prix        | 78     |
| 08   | Nikola Zolow         | ART Grand Prix        | 50     |
| 09   | Laurens van Hoepen   | ART Grand Prix        | 49     |
| 10   | Tim Tramnitz         | MP Motorsport         | 47     |
| 11   | Sami Meguetounif     | Trident               | 42     |
| 12   | Mari Boya            | Campos Racing         | 40     |
| 13   | Noel León            | Van Amersfoort Racing | 34     |
| 14   | Alex Dunne           | MP Motorsport         | 29     |
| 15   | Martinius Stenshorne | Hitech Pulse-Eight    | 26     |
| 16   | Callum Voisin        | Rodin Carlin          | 22     |

| Pos. | Fahrer                   | Team                  | Punkte |
| ---- | ------------------------ | --------------------- | ------ |
| 17   | Santiago Ramos           | Trident               | 18     |
| 18   | Sebastián Montoya        | Campos Racing         | 16     |
| 19   | Tommy Smith              | Van Amersfoort Racing | 12     |
| 20   | Charlie Wurz             | Jenzer Motorsport     | 10     |
| 21   | Piotr Wiśnicki           | Rodin Carlin          | 10     |
| 22   | Matías Zagazeta          | Jenzer Motorsport     | 8      |
| 23   | Joseph Loake             | Rodin Carlin          | 8      |
| 24   | Nikita Bedrin            | AIX Racing            | 8      |
| 25   | Kacper Sztuka            | MP Motorsport         | 6      |
| 26   | Max Esterson             | Jenzer Motorsport     | 5      |
| 27   | Sophia Flörsch           | Van Amersfoort Racing | 0      |
| 28   | Cian Shields             | Hitech Pulse-Eight    | 0      |
| 29   | Joshua Dufek             | AIX Racing            | 0      |
| 30   | Tasanapol Inthraphuvasak | AIX Racing            | 0      |
| 31   | James Wharton            | AIX Racing            | 0      |
| 32   | James Hedley             | Jenzer Motorsport     | 0      |

### Teamwertung
| Pos. | Konstrukteur       | Punkte |
| ---- | ------------------ | ------ |
| 01   | Prema Racing       | 312    |
| 02   | ART Grand Prix     | 177    |
| 03   | Trident            | 153    |
| 04   | Campos Racing      | 141    |
| 05   | Hitech Pulse-Eight | 138    |

| Pos. | Konstrukteur          | Punkte |
| ---- | --------------------- | ------ |
| 06   | MP Motorsport         | 82     |
| 07   | Van Amersfoort Racing | 46     |
| 08   | Rodin Motorsport      | 40     |
| 09   | Jenzer Motorsport     | 23     |
| 10   | AIX Racing            | 8      |